# Ion Inculeț
Ion C. Inculeț (5 de abril de 1884–18 de noviembre de 1940) fue un político besarabio. Fue presidente de la República Democrática de Moldavia y ministro en Rumania.

## Biografía

### Primeros años
Nacido en Răzeni (entonces parte del Imperio ruso, aunque en la actualidad perteneciente a la República de Moldavia), Inculeț se graduó del Seminario de Chișinău, estudió medicina durante un año en la Universidad de Dorpat en Estonia y luego se trasladó a San Petersburgo, donde se graduó en ciencias en la Universidad de San Petersburgo y trabajó como conferenciante.
Tras doctorarse en 1915, Inculeț trabajó de físico en el Observatorio Meteorológico, puesto que compaginó con la publicación de artículos en el periódico Basarabia de Constantin Stere. Participó en la Revolución de Febrero (1917), y el 25 de mayo Aleksandr Kérenski lo envió en calidad de representante del gobierno provisional ruso en Besarabia para seguir la evolución de los hechos.

### Presidente del Parlamento de Moldavia
El consejo de representantes Sfatul Țării se formó el 21 de noviembre de 1917, y Ion Inculeț fue elegido por unanimidad para presidirlo. La primera sesión del Sfatul Țării tuvo lugar el 21 de noviembrejul./ 4 de diciembre de 1917greg., y en ella Ion Inculeț fue elegido su presidente.

### Presidente de la República Democrática de Moldavia

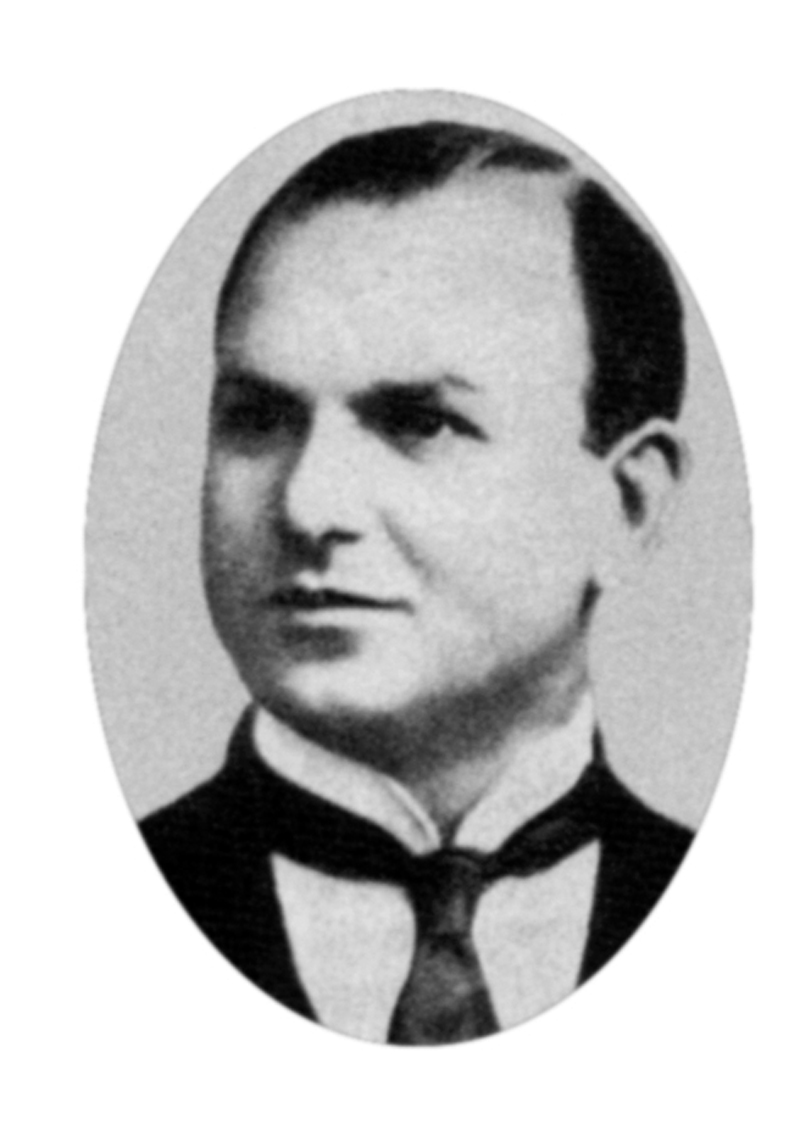
Ion C. Inculeţ

El 2 de diciembrejul./ 15 de diciembre de 1917greg., el Sfatul Țării proclamó la República Democrática de Moldavia, con Inculeț como su presidente. El 27 de marzojul./ 9 de abril de 1918greg., el Sfatul Țării decidió la unión de Besarabia con Rumania, e Inculeț fue nombrado Ministro de Bessarabia en el gobierno de Rumania.
El 9 de octubrejul./ 22 de octubre de 1918greg., Ioan Simionescu propuso a Inculeț para formar parte de la Academia Rumana, y fue elegido miembro de pleno derecho en la reunión que tuvo lugar al día siguiente. Su discurso inaugural, titulado "Espacio y tiempo bajo una nueva luz científica", habló de la importancia de la teoría de la relatividad general publicada por Einstein en 1916.
Junto con Pan Halippa, Inculeț fundó el Partido Campesino de Besarabia, que abogó por la reforma agraria en Besarabia. En 1923, su rama del partido se unió al Partido Nacional Liberal.
Inculeț murió el 18 de noviembre de 1940 y fue enterrado en el cementerio de Bellu de Bucarest. Sus restos, y los de su esposa, Roxana Cantacuzino, se trasladaron a Bârnova el 7 de junio de 1942. Las tumbas de Inculeț y su mujer se encuentran en el interior de la iglesia de Bârnova (construida entre 1942 y 1947).

## Galería

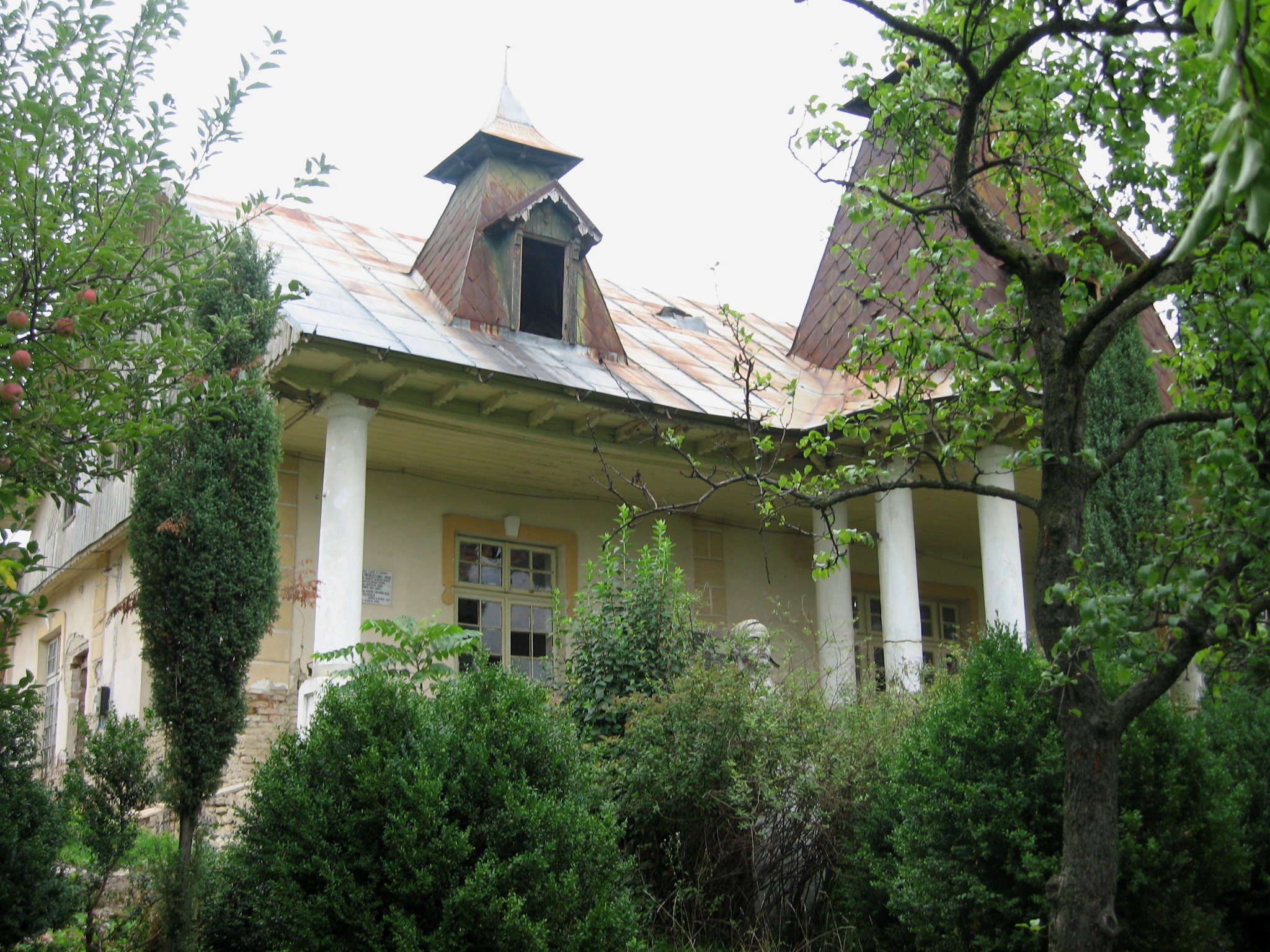
Vivienda de Ion Inculeț en Bârnova.
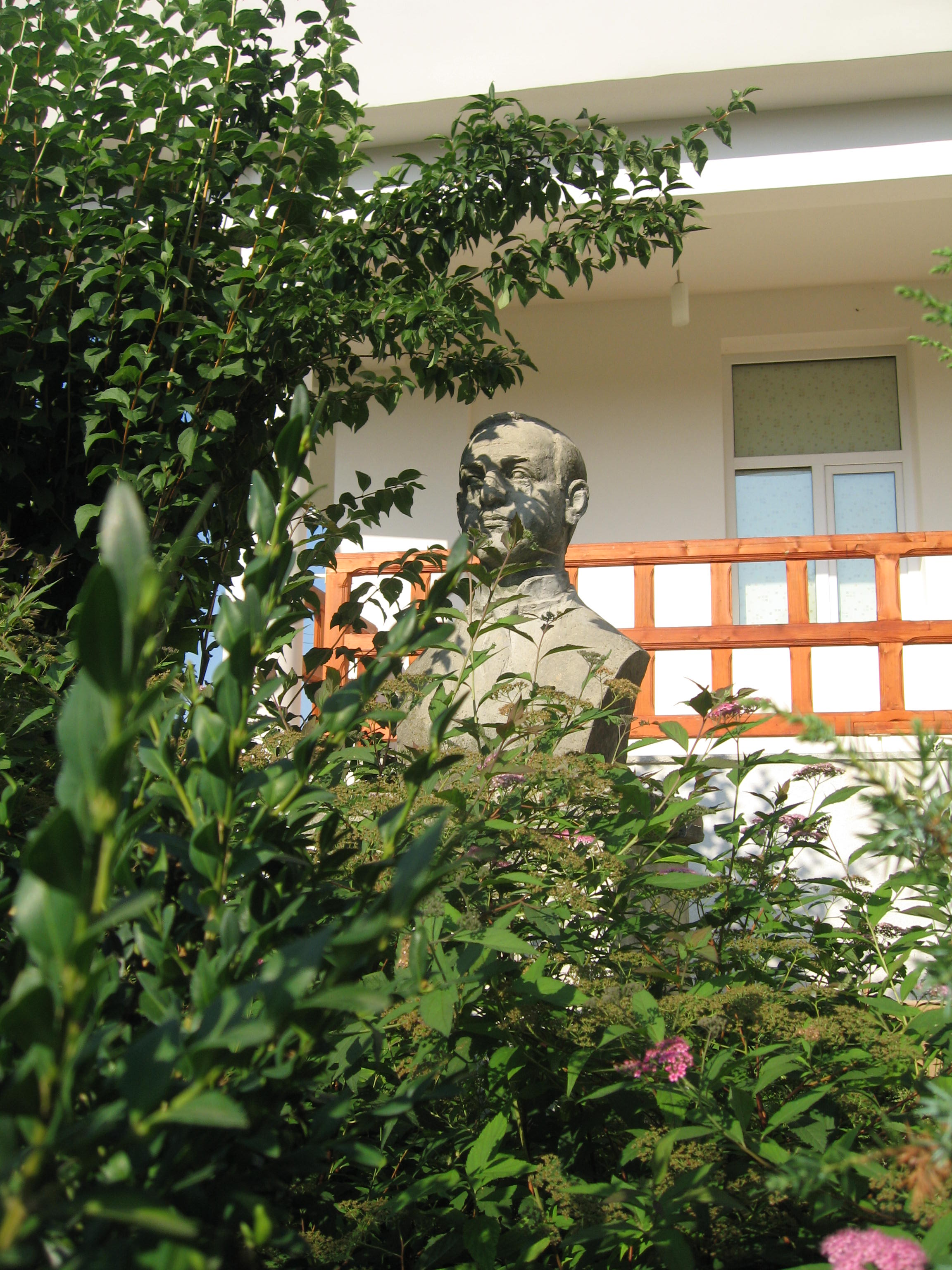
Estatua de Ion Inculeț en Bârnova.
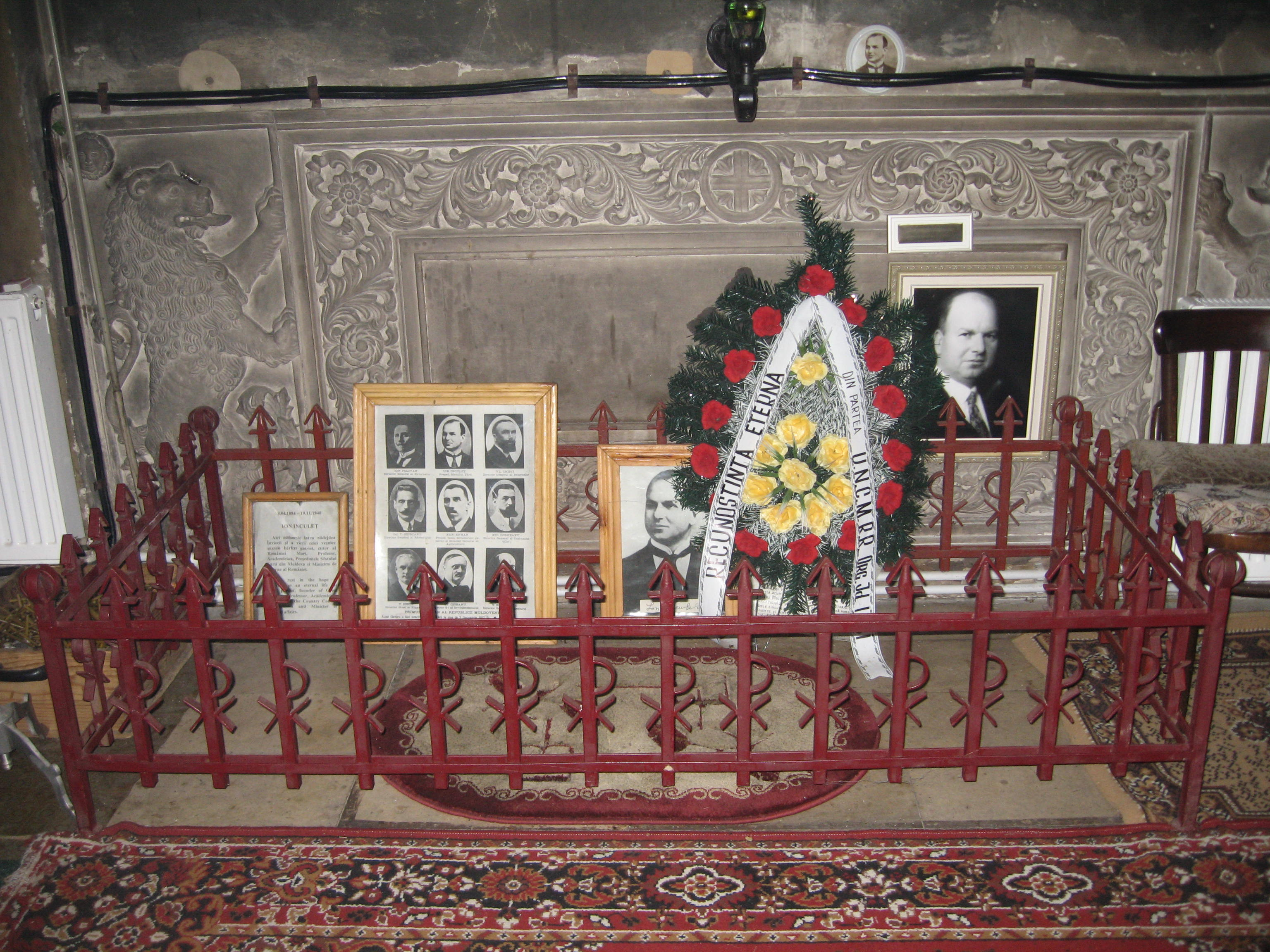
Tumba de Ion Inculeț en el interior de la iglesia de Bârnova.

- Wikimedia Commons alberga una galería multimedia sobre Ion Inculeț.